# Райнер Геє
Райнер Геє (нім. Reiner Geye, 22 листопада 1949, Дуйсбург — 8 серпня 2002, Майнц) — німецький футболіст, що грав на позиції нападника за клуби «Фортуна» (Дюссельдорф) та «Кайзерслаутерн», а також національну збірну Німеччини.

## Клубна кар'єра
У дорослому футболі дебютував 1966 року виступами за «Айнтрахт» з рідного Дуйсбурга, в якому провів два сезони. 
Своєю грою за цю команду привернув увагу представників тренерського штабу клубу «Фортуна» (Дюссельдорф), до складу якого приєднався 1968 року. Відіграв за клуб з Дюссельдорфа наступні дев'ять сезонів своєї ігрової кар'єри.
1977 року перейшов до «Кайзерслаутерна», за який відіграв ще 9 сезонів. Більшість часу, проведеного у складі «Кайзерслаутерна», був основним гравцем атакувальної ланки команди. Завершив професійну кар'єру футболіста виступами за команду «Кайзерслаутерн» у 1986 році. На момент завершення ігрової кар'єри мав в активі 113 голів, забитих у 485 матчах Бундесліги, що на той момент дозволяло йому перебувати у топ-20 найкращих бомбардирів в історії цього турніру.
Помер 8 серпня 2002 року на 53-му році життя у місті Майнц.

## Виступи за збірну
1972 року дебютував в офіційних матчах у складі національної збірної Німеччини. Протягом кар'єри у національній команді, яка тривала 3 роки, провів у формі головної команди країни 4 матчі, забивши 1 гол.